# 道德败坏罪
道德败坏罪是美国和加拿大（1976年以前）的一个刑事法律罪名，指“严重违反社会情感或公认标准的行为或行为”。该术语从 19 世纪开始就出现在美国移民法中。
“道德败坏”的概念可能没有精确的定义，但它被描述为“一个人对其同胞或整个社会负有的私人和社会义务中的卑鄙、卑鄙或堕落行为，与 人与人之间权利和义务的公认的习惯规则。”
将犯罪或其他行为归类为构成道德败坏的行为在多个法律领域具有重要意义。首先，先前对道德败坏罪的定罪（或在某些司法体系下，“道德败坏行为”，即使没有定罪）被认为对证人的诚实有影响，并可用于弹劾证人的目的。 目击者。其次，涉及道德败坏的行为可能成为拒绝或吊销国家专业执照的理由，例如教师资格证、公证人申请、律师执业准入、或其他法律特许职业。第三，这个概念与合同法相关，因为雇佣合同和赞助协议通常包含道德败坏条款，如果雇员或被赞助方有道德败坏行为，雇主或赞助商可以终止合同而不受处罚。何种行为构成“道德败坏”可能因具体情况和合同的具体条款而异，但在涉及明显非犯罪行为或没有足够证据证明其指控（假设所指控的行为甚至是刑事犯罪）的情况下，通常会援引该条款。第四，这一概念对于美国、加拿大（1976年之前）和其他一些国家的移民目的非常重要，因为被定义为道德败坏的犯罪行为被认为是移民进入美国的障碍。
酒後駕駛被捕或定罪并不一定是拒绝进入法学院或律师协会的理由。然而，在申请法学院或申请律师资格时，诚实很重要，因为它反映了申请人的性格。在许多法学院招生委员会看来，掩盖过去的犯罪活动是比犯罪本身更严重的犯罪行为。
虽然每个州都不同，但大多数州将涉及药物滥用的复吸问题视为道德败坏的证据。一般来说，药物滥用是法律界的一个严重问题，药物滥用对律师的影响几乎是对普通民众影响的双倍。在律师被停职或取消律师资格的案件中，很大比例药物滥用戒断问题。
2011年，佐治亚州最高法院拒绝允许两名法学院毕业生参加州律师考试，部分原因是他们没有在法学院申请中透露全部犯罪记录。 57岁的约翰·佩恩 (John Payne) 向州律师透露了他的所有犯罪历史，但他没有告诉南伊利诺伊大学系统他的一些酒后驾车历史。 从青年时期到40多岁，他曾六次因酒后驾车被定罪，以及其他重罪和轻罪。40岁的Roy Yunker Jr.未能向他获得法学博士学位的约翰·马歇尔法学院和佐治亚州律师协会披露各种酒驾违法行为。
美国各州投票法
美国的一些州，包括佐治亚州和阿拉巴马州，已经制定了法律，禁止被定罪的涉及道德败坏罪的重罪犯投票。至少在一个案例中，这样的法律被美国最高法院驳回，认为其根源在于重建时代的白人至上主义。然而，涉及道德败坏罪行的投票法在佐治亚州和阿拉巴马州仍然存在。道德败坏罪的定义在不同国家和不同时期有所不同。 在佐治亚州，所有重罪都被视为涉及道德败坏的犯罪。在阿拉巴马州，2017年以前也是这种情况，但此后一些较轻的重罪，例如持有毒品，不再被视为涉及道德败坏。